# Jordaaniella
Jordaaniella (лат.) — род суккулентных растений семейства Аизовые (Aizoaceae), подсемейства Ruschioideae, произрастающий на территории Капской провинции Южно-Африканской Республики и Намибии.

## Название
Родовое латинское (научное) название Jordaaniella дано в честь южноафриканского ботаника профессора Питера Джордана (Pieter G. Jordaan, 1913–1987) из Стелленбосского университета.

## Ботаническое описание

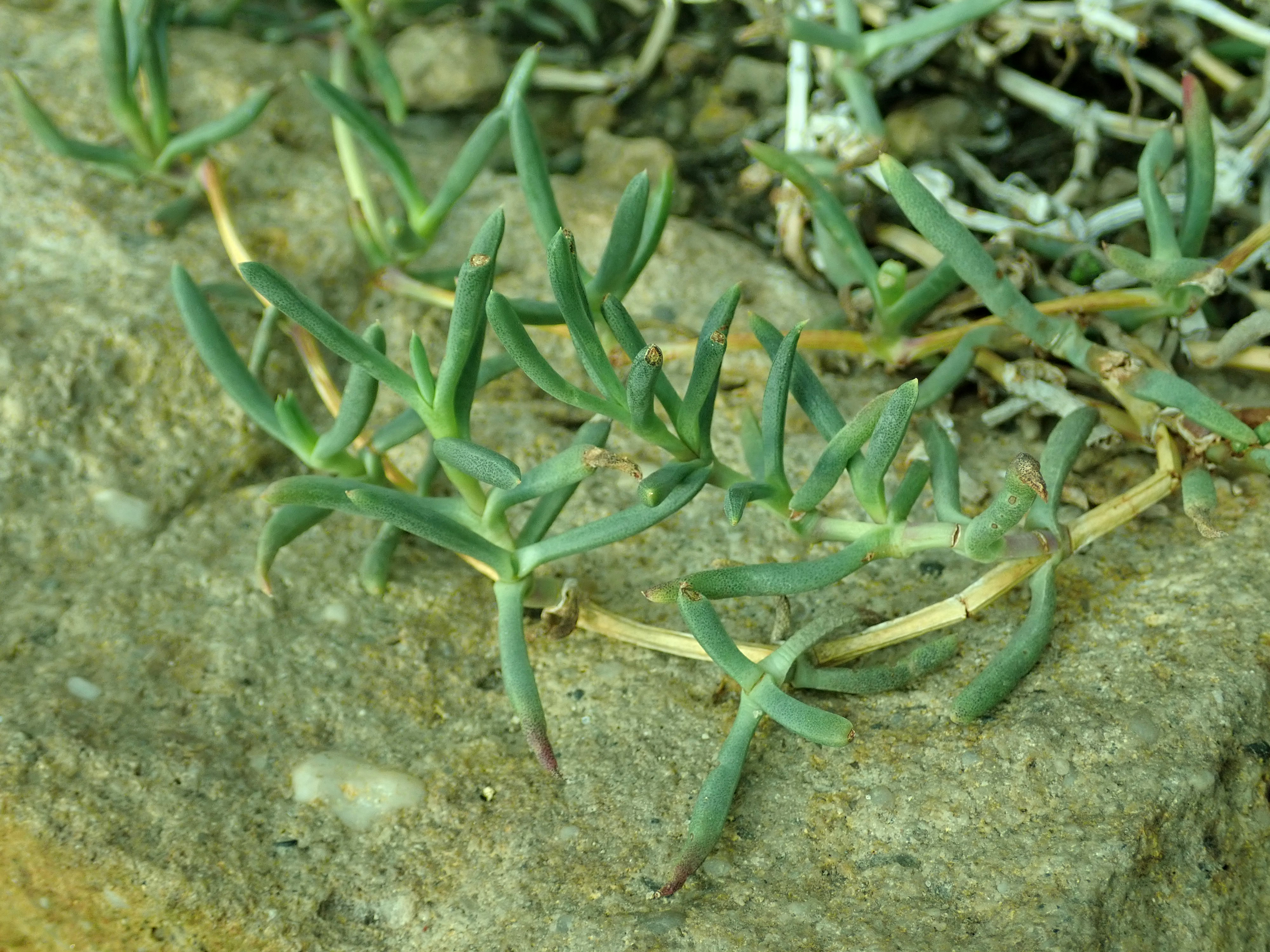
Jordaaniella dubia

Представители рода — распростертые многолетние растения с длинными оранжевыми или желтыми междоузлиями, на которых располагается губчатая стойка первичной коры. У растений много придаточных корней, которые выходят из узлов висячих ветвей. Листья веретеновидные, наиболее широкие в середине и сужаются к обоим концам.
Цветки одиночные на коротких боковых ветвях и окружены прицветниками; цветки раскрываются в полдень и закрываются во второй половине дня. Чашелистики присутствуют в числе 5. Лепестки разнообразных оттенков, могут быть желтого, фиолетового или редкого белого цвета. Тычинки имеют внутренние нити, которые при основании принимают форму сосочков, окрашены в желтый, белый или лососево-розовый цвет; стаминодии отсутствуют. Нектарник образует слабозубчатое кольцо. Плод 10—25-гнездная коробочка.
Число хромосом — 9.

## Таксономия
Jordaaniella H.E.K.Hartmann, первое упоминание в Biblioth. Bot. 136: 57. (1983).

### Виды
Согласно данным сайта WFO Plantlist на июнь 2023 года, род состоит из 5 видов:
- Jordaaniella clavifolia (L.Bolus) H.E.K.Hartmann typus
- Jordaaniella cuprea (L.Bolus) H.E.K.Hartmann
- Jordaaniella dubia (Haw.) H.E.K.Hartmann
- Jordaaniella spongiosa (L.Bolus) H.E.K.Hartmann
- Jordaaniella uniflora (L.Bolus) H.E.K.Hartmann